# Biancheria intima
Con le espressioni biancheria intima, intimo e lingerie (termine francese, pronuncia [lɛ̃ʒəˈʁi] – che deriva da linge, "di lino") si definisce l'insieme di elementi di vestiario indossati sotto i vestiti.
Con biancheria intima (o intimo) si indicano tanto capi femminili quanto capi maschili, mentre il termine lingerie (adattato in italiano fin dal XVII secolo in lingeria) di solito viene riservato ai capi prettamente femminili e particolarmente ricercati.

## Storia
Già il popolo romano, come testimoniano le costruzioni adibite a terme e palestre giunte fino a noi, teneva in grande considerazione la cura per il proprio corpo, che lavava, profumava, massaggiava, e allenava quotidianamente.
L'intimo maschile era costituito dalla subucula o tunica interior, sotto la quale, a volte, si indossava il supparum a protezione delle gambe e il subligaculum (anche per le donne), un pezzo di lino, passato tra le cosce e allacciato intorno alla vita, usato soprattutto da ballerine e atleti, mentre matrone e senatori non indossavano nulla sotto la tunica; si narra, a tale riguardo, che Cesare, cadendo sotto le coltellate dei nemici, abbia stretto a sé la toga in un ultimo gesto di pudore.
Gli uomini non tolleravano la vista dei seni femminili troppo grandi o, peggio ancora, flosci e cadenti (che gli ricordavano i costumi delle donne barbare), quindi le signore adottavano tutta una serie di accorgimenti atti allo scopo:
- il mamillare era una fascia di cuoio che serviva per appiattire e contenere la crescita,
- lo strophium, come gli odierni reggiseni criss-cross, sosteneva senza comprimere, mentre, se di seno ce n'era veramente troppo, si ricorreva al cestus, un corpetto di cuoio morbido, o addirittura ad una specie di corsetto, che dall'inguine, arrivava alla base del petto (il mito narra che fu Venere a inventarlo e a consigliarlo a Giunone, notoriamente prosperosa, alla quale si deve l'aggettivo giunonica).

Tutti questi accessori suscitavano negli uomini una forte carica erotica, da qui la nascita del culto feticista per alcuni oggetti.
Le popolazioni germaniche, i cosiddetti barbari, avevano usi e costumi molto rudi e arcaici. Per quel che riguarda la biancheria intima di questi popoli, frammentarie sono le documentazioni giunte fino a noi: in genere non portavano nulla che assomigliasse alle odierne mutande, perché, visto che usavano i pantaloni, le giudicavano superflue.
I Goti indossavano a pelle, una tunica bianca, mentre risulta che i Longobardi usassero un indumento a protezione dei genitali e, addirittura, camicie per la notte.

## Cronologia
- 1374 Edoardo III d'Inghilterra (sorpreso a raccogliere una giarrettiera appartenente alla contessa di Salisbury) fonda l'Ordine cavalleresco della Giarrettiera.
- 1589 William Lee inventa il primo telaio.
- 1808 Viene inventata la macchina per il tulle.
- 1823 Rogers, a Londra, brevetta un busto con chiusura a occhielli metallici.
- 1840 Viene inventata la macchina per la lavorazione del pizzo.
- 1840 Viene inventata l'allacciatura del busto con un sistema di lacci elastici che consente di vestirsi e svestirsi senza l'aiuto di nessuno.
- 1851 Isaac Merritt Singer inventa la macchina per cucire.
- 1862 Charles Butterick inventa il cartamodello, per riprodurre qualsiasi capo di vestiario in maniera non più approssimativa.
- 1865 Le stecche di balena sostituiscono l'acciaio nel busto [3].
- 1870 La biancheria non è più soltanto bianca.
- 1876 Fereol Dedieu idea il reggicalze.
- 1909 Paul Poiret presenta una collezione che elimina il busto e propone una specie di reggipetto.
- 1911 Il caucciù compare nella corsetteria.
- 1912 L'industriale Lindauer fabbrica i primi reggiseni.
- 1913 Le gonne si accorciano fino a svelare le caviglie.
- 1914 Caresse Crosby brevetta il reggiseno negli Stati Uniti.
- 1930 Compare la guaina.
- 1937 Wallace H. Carothers brevetta il filo di nylon negli Stati Uniti.
- 1939 Le prime calze di nylon vengono presentate alla Fiera mondiale di New York.[4]
- 1946 La casa Reard presenta il bikini in una sfilata a Parigi.
- 1947 Marcel Rochas inventa la guêpière.[5]
- 1950 La Du Pont inventa la lycra.
- 1955 Nascono le calze senza cucitura.
- 1956 Il Baby-doll è lanciato di moda dal film omonimo di Elia Kazan.
- 1958 Viene inventato il collant.
- 1962 La Dimanche lancia le prime calze senza cucitura.
- 1977 Il reggicalze riappare nelle riviste di moda.
- 1987 Vengono inventate le autoreggenti con balza elasticizzata, sebbene già in passato le calze da reggicalze fossero usate senza reggicalze.
- 1995 Il Wonderbosom, mutande alzasedere, viene presentato.